# Латтимер (Пенсильвания)
Латтимер — деревня и статистически обособленная местность (CDP) в городке Хейзл, округ Льюзерн, штат Пенсильвания, США. Население при переписи 2010 года составляло 554 человека.

## История
10 сентября 1897 года невдалеке от деревни произошёл расстрел мирной демонстрации шахтёров, известный как бойня у Латтимера. В результате погибло по меньшей мере 19 безоружных бастующих иммигрантов антрацитовой шахты. Шахтеры, в основном польские, словацкие, литовские и немецкие национальности, были застрелены отрядом шерифа округа Льюзерн. Ещё десятки человек были ранены. Это событие стало поворотным моментом в истории Объединения горняков (UMW), которое стало приобретать всё большее влияние, несмотря на то, что шериф и его сообщники были оправданы судом.

## География
Латтимер находится на 40°59′38″ с. ш. 75°57′40″ з. д. .
По данным Бюро переписи населения США, посёлок имеет общую площадь 0.6 км² (целиком суша). Он расположен непосредственно к северо-востоку от посёлка Харли и в 2 км к северо-востоку от города Хазлтон. Латтимер использует почтовый индекс Хазлтона 18234.

## Известные люди
- Мэтт Бродерик, бывший игрок MLB
- Джек Пэланс, актёр, удостоенный премии Оскар[7]